# Seynesiella juniperi
Seynesiella juniperi är en svampart som först beskrevs av Jean Baptiste Desmazières, och fick sitt nu gällande namn av G. Arnaud 1918. Seynesiella juniperi ingår i släktet Seynesiella och familjen Microthyriaceae.  Arten är reproducerande i Sverige. Inga underarter finns listade i Catalogue of Life.